# HD 28479
HD 28479，又名BD-19 931，SAO 149668、HR 1421，是一颗恒星，视星等为5.96，位于銀經216.34，銀緯-39.91，其B1900.0坐标为赤經4h 24m 15s，赤緯-19° -39.91′ 36″。